# Berizal
Berizal là một đô thị thuộc bang Minas Gerais, Brasil. Đô thị này có diện tích 493,335 km², dân số năm 2007 là 4399 người, mật độ 8,9 người/km².